# Bauernwaffen
Als Bauernwaffen bezeichnet man landwirtschaftliche Geräte, die von Bauern in Kriegs- oder Krisenzeiten zum Kampf zweckentfremdet oder umgeschmiedet wurden.
Besondere Berühmtheit erlangten dabei vor allem die aus Okinawa stammenden oder dort weiterentwickelten Bauerngeräte, da dort der Kampf mit Bauernwaffen anhand von spezifischen Kampfstilen konsequent geübt und perfektioniert wurde. Gründe für die Verwendung von Bauernwaffen waren die hohe Verfügbarkeit landwirtschaftlicher Geräte und das Verbot für nicht adelige Leute, Langwaffen, wie Schwerter, zu tragen. Sie ermöglichten den Bauern die Verteidigung gegen bewaffnete Angreifer.
Im Kobudo und anderen Kampfkünsten wird auch heute noch mit traditionellen Bauernwaffen trainiert.
Zu den Bauernwaffen aus Okinawa gehören der Nunchaku, die Kama, der Eiku, der Sansetsukon, und weitere (siehe auch Kobudo).
Obwohl sie nicht auf Okinawa entwickelt wurden,  werden im Allgemeinen auch der Tonfa und der Sai zu dieser Gruppe gezählt.
In Europa sind neben verschiedenen von Bauern verwendeten regulären Waffen wie der Bauernwehr und div. Schlagwaffen (Knotenstock, Langstab, Prügel) vor allem Kriegssense, Kriegsgabel und Dreschflegel als Beispiele für Bauernwaffen mit ursprünglich zivilem Hintergrund zu nennen.
In einem Buch von Paulus Hector Mair aus dem 16. Jahrhundert wird das Fechten mit der Sichel und normalen nicht umgeschmiedeten Sensen behandelt.

## Galerie

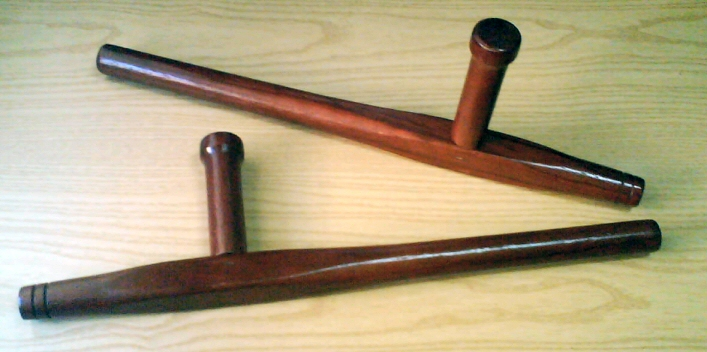
Tonfa
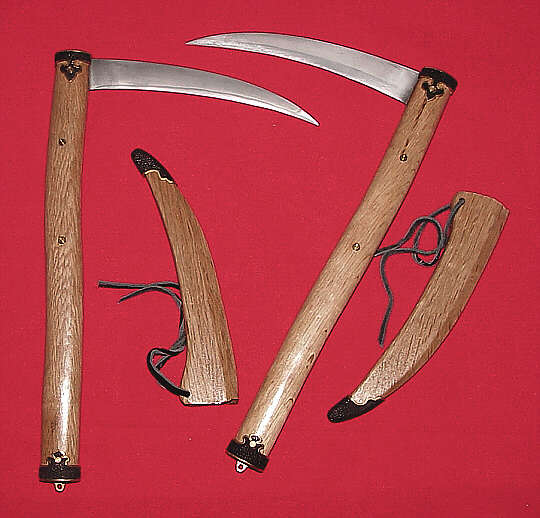
Kama
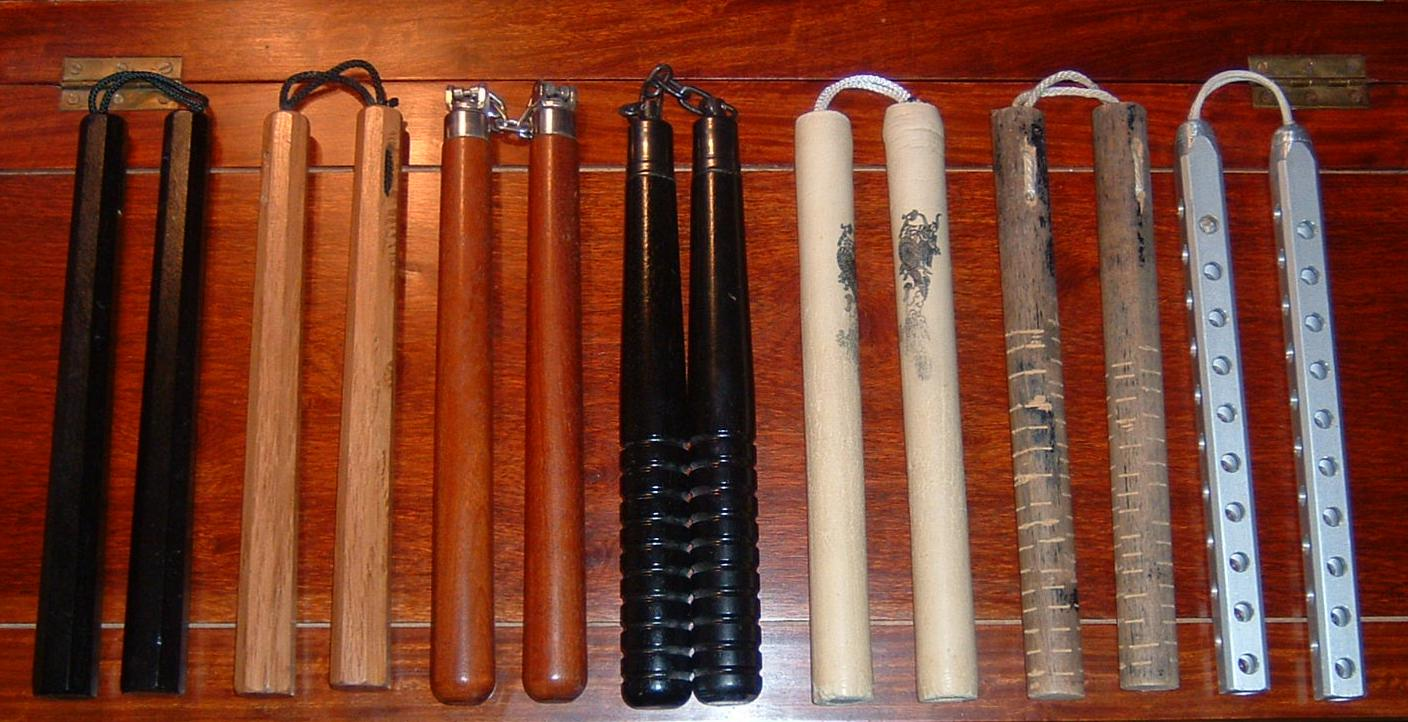
Nunchaku
Tekkō
Tecchū
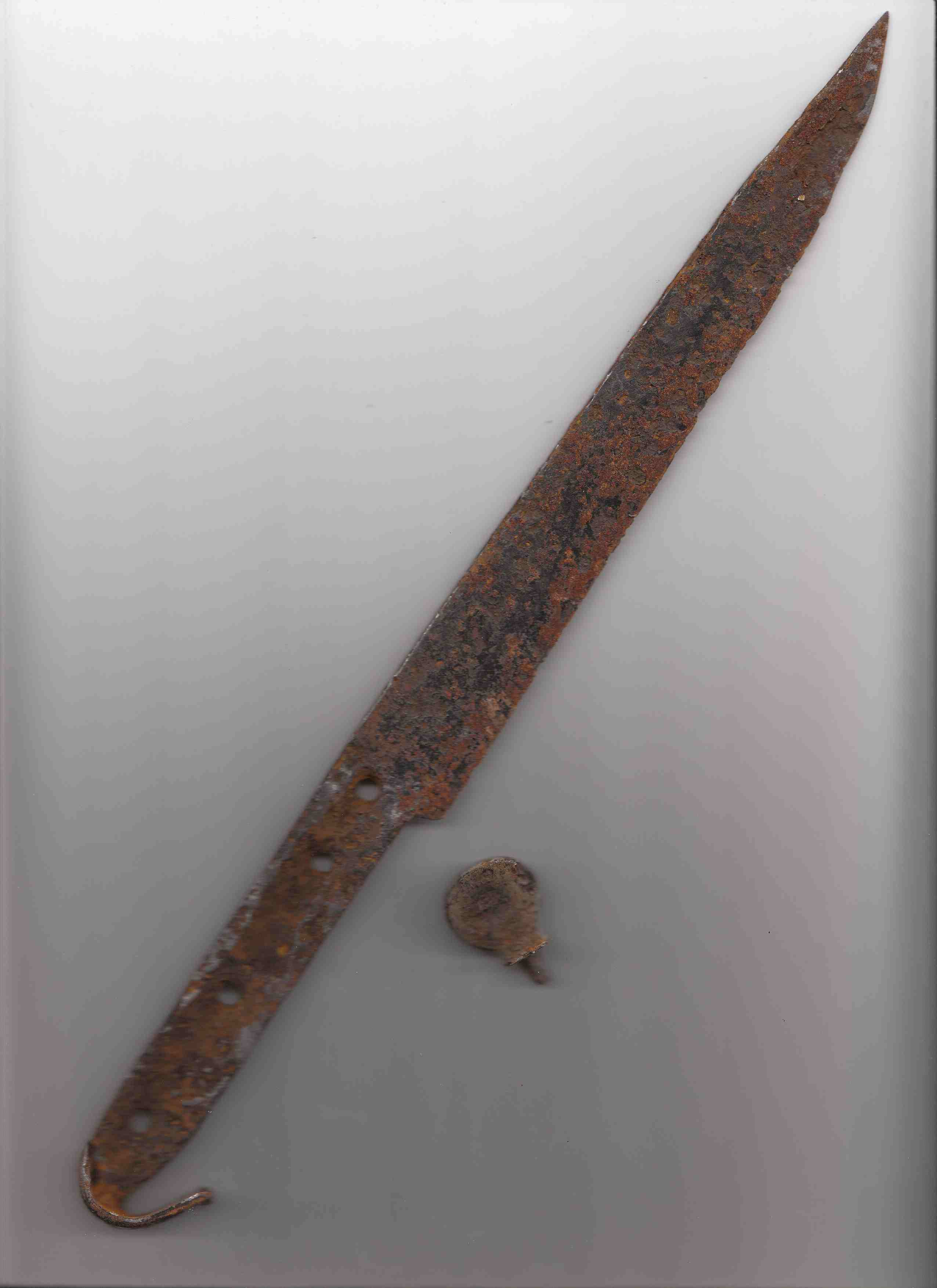
Bauernwehr
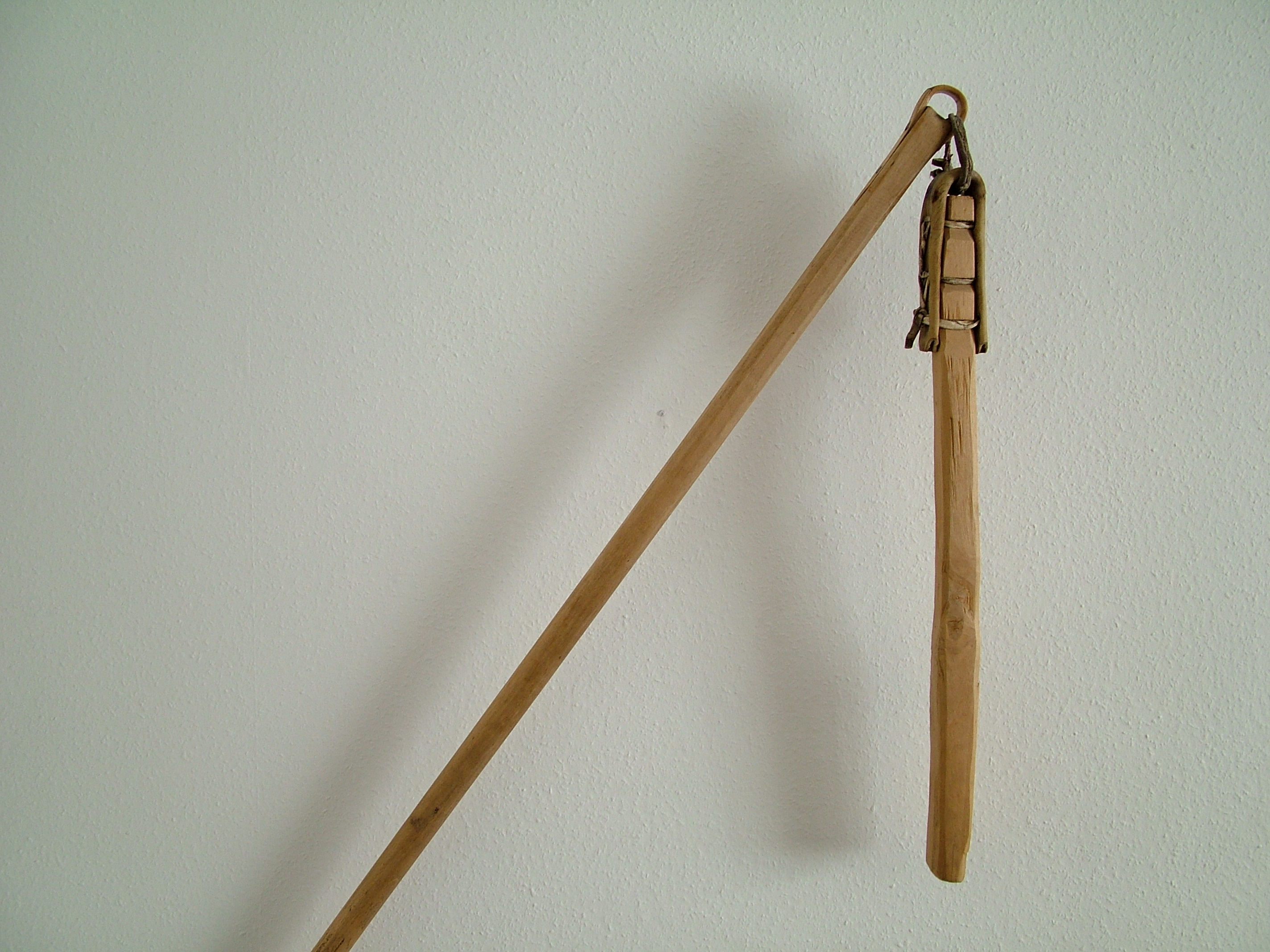
Dreschflegel
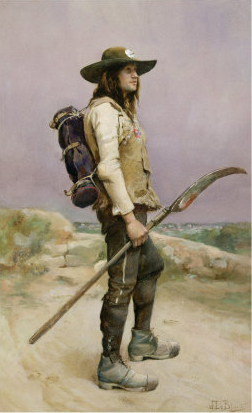
Kriegssense
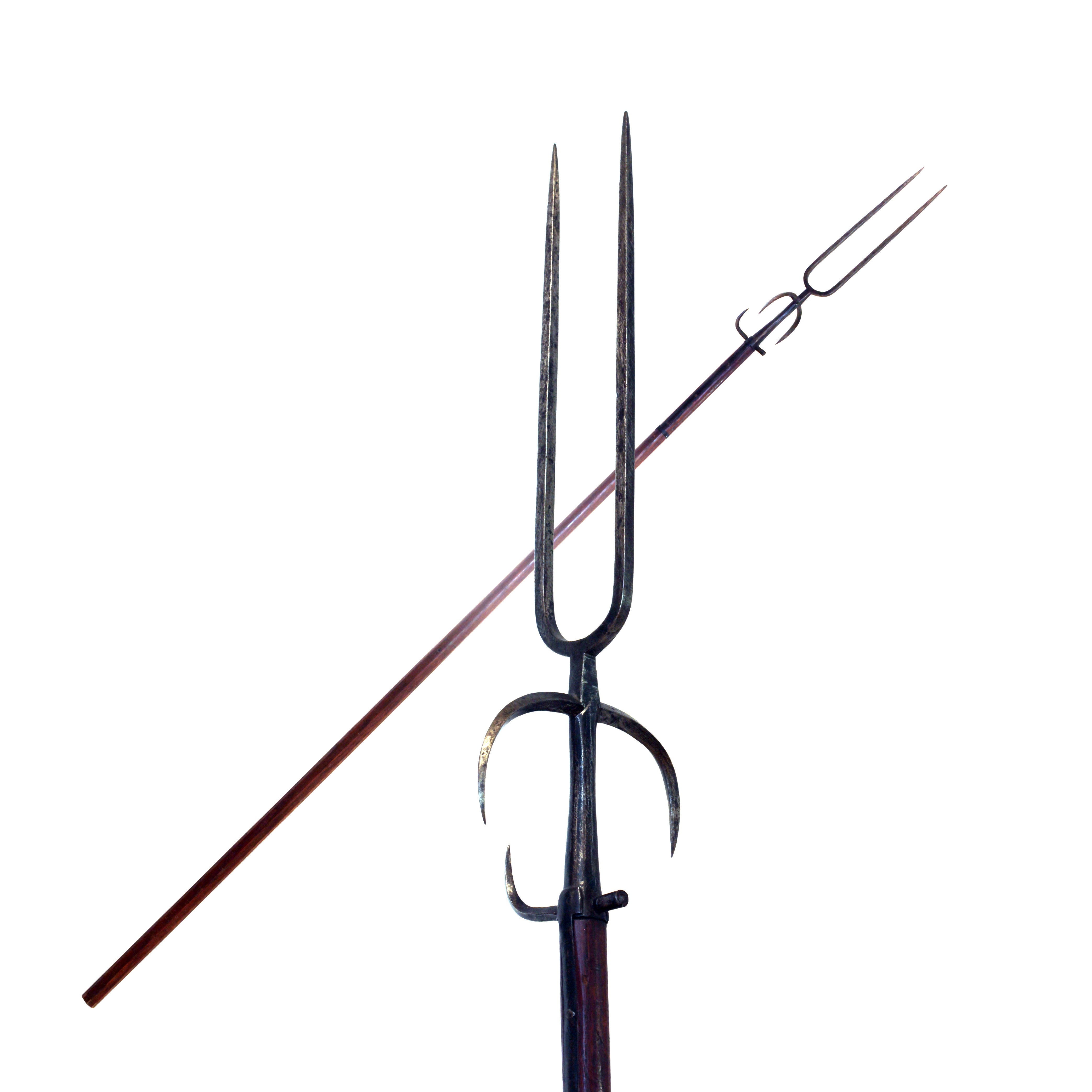
Kriegsgabel